# وراء الستار (فلم)
وراء الستار هو فيلمٌ مصريٌ أُنتج عام 1937. وهو أول فيلم يخرجه كمال سليم. كما أنه أول فيلم يظهر فيه المطربان عبد الغني السيد، ورجاء عبده.

## قصة الفيلم
كامل بك مدير مسرح الفردوس يستمع مع مدير المسرح ومع الملحن لصوت المغني الشهير عبده في الراديو. يعاني المسرح من التدهور والإفلاس بسبب تصرفات زينب عشيقة كامل، التي ترغب من كامل أن يصحبها إلى الخيّاطة. لكن الملحن ومدير المسرح يثنونه عن ذلك، ويصحبونه للاتفاق مع عبده على أن يكون بطل أوبريت كبير يقدمه مسرح الفردوس

## أغاني الفيلم
ألف أغاني الفيلم حسين حلمي، ولحنها أحمد صبرة، ومحمود الشريف.

## وصلات خارجية
- مقالات تستعمل روابط فنية بلا صلة مع ويكي بيانات